# (32528) 2001 OZ105
2001 OZ105 (asteroide 32528) é um asteroide da cintura principal. Possui uma excentricidade de 0.10776220 e uma inclinação de 12.37995º.
Este asteroide foi descoberto no dia 29 de julho de 2001 por LINEAR em Socorro.